# Wendy and Lisa
Wendy and Lisa, later ook bekend als The Girl Bros., zijn een Amerikaans funk-, rock- en singer-songwriter-duo bestaande uit Lisa Coleman (toetsen en zang) en Wendy Melvoin (gitaar, zang en soms ook basgitaar). Het duo is het bekendst door de samenwerking met Prince, als lid van The Revolution midden jaren tachtig, door enkele hits als duo eind jaren tachtig en door hun muziek voor film en televisie (onder andere Heroes).

## Discografie

### Hitnoteringen
| Single met eventuele hitnotering(en) in de Nederlandse Top 40 | Datum van verschijnen | Datum van binnenkomst | Hoogste positie | Aantal weken | Opmerkingen |
| ------------------------------------------------------------- | --------------------- | --------------------- | --------------- | ------------ | ----------- |
| Waterfall                                                     | 1987                  | 19-09-1987            | 13              | 8            |             |
| Sideshow                                                      | 1988                  | 06-02-1988            | 30              | 3            |             |
| Are You My Baby?                                              | 1989                  | 18-03-1989            | 9               | 8            |             |
| Lolly Lolly                                                   | 1989                  | 13-05-1989            | 8               | 8            |             |
| Strung Out                                                    | 1990                  | 21-07-1990            | 25              | 4            |             |

| Single met hitnotering(en) in de Vlaamse Ultratop 50 | Datum van verschijnen | Datum van binnenkomst | Hoogste positie | Aantal weken | Opmerkingen |
| ---------------------------------------------------- | --------------------- | --------------------- | --------------- | ------------ | ----------- |
| Waterfall                                            | 1987                  | 19-09-1987            | 15              | 7            |             |
| Are You My Baby?                                     | 1989                  | 01-04-1989            | 13              | 6            |             |
| Lolly Lolly                                          | 1989                  | 13-05-1989            | 16              | 10           |             |

### Overige singles
- Satisfaction (1989)
- Satisfaction (Remix) (1989)
- Waterfall '89 (1989)
- Rainbow Lake (1990)
- Don't Try To Tell Me (1990)
- The Closing Of The Year (1992)
- Touch Theme (2012)

### Studioalbums
| Album met eventuele hitnotering(en) in de Nederlandse Album Top 100 | Datum van verschijnen | Datum van binnenkomst | Hoogste positie | Aantal weken | Opmerkingen |
| ------------------------------------------------------------------- | --------------------- | --------------------- | --------------- | ------------ | ----------- |
| Wendy and Lisa                                                      | 1987                  | 10-10-1987            | 54              | 4            |             |
| Fruit at the Bottom                                                 | 1989                  | 25-03-1989            | 11              | 22           |             |
| Eroica                                                              | 1990                  | 21-07-1990            | 22              | 9            |             |

### Overige albums
- Girl Bros. (1998) (uitgebracht als The Girl Bros.)
- White Flags of Winter Chimneys (2008)

### Verzamelalbums
- Re-Mix-In-A-Carnation (1991)
- Are You My Baby (1996)
- Always In My Dreams (2000)